# Argo (cohete)

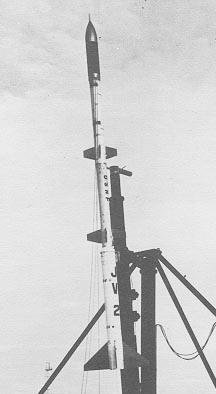
Argo D-4 o Javelin.

Argo fue un tipo de cohetes sonda estadounidenses desarrollados a finales de los años 1950 y utilizados entre otras cosas para medir la radiación producida en la alta atmósfera debido a las explosiones nucleares realizadas en el marco del proyecto Argus.
Todos los cohetes se lanzaban desde las bases de Wallops Island y Ramey y podían alcanzar los 800 km de altura.
Hubo diferentes versiones del Argo, conocidas bajo diferentes denominaciones. El Argo A-1, también conocido como Percheron, podía elevar una carga de 180 kg hasta 177 km de altura y fue utilizado para otros fines posteriormente por la NASA. Los Argo D-4, D-8 y E-5 fueron conocidos respectivamente bajo la denominación Javelin, Journeyman y Jason.